# Yahiya Doumbia
Yahiya Doumbia (Bamako, 25 agosto 1963) è un ex tennista senegalese.

## Carriera
Ha fatto l'esordio nel circuito ATP nel 1988 a Lione, ai tempi classificato alla 453ª posizione mondiale ha ottenuto l'accesso al torneo dopo aver superato le qualificazioni e una volta nel tabellone principale ha sorpreso gli avversari più quotati conquistando il titolo. Ha stabilito il record di tennista con la classifica più bassa ad aver vinto un torneo nel circuito principale, ha proseguito la stagione con piazzamenti rilevanti quali i quarti ad Indianapolis, sconfitto da Becker, e la semifinale a Livingston dove è Andre Agassi a fermarne il percorso; grazie a questi risultati ha raggiunto un best ranking alla 74ª posizione.
Curiosamente è riuscito a ripetere l'impresa di vincere un torneo dopo aver superato le qualificazioni a distanza di sette anni, a Bordeaux nel 1995 riesce a trionfare senza concedere set agli avversari e superando nell'incontro decisivo lo svizzero Jakob Hlasek per 6–4, 6–4.
Ha fatto parte della squadra senegalese di Coppa Davis per quindici anni vincendo un totale di quarantaquattro incontri e perdendone diciannove, detiene con la nazionale il record di vittorie totali, in singolare, mentre in condivisione con Thierno Ly ha i primati di successi in doppio.

## Statistiche

### Singolare

#### Vittorie (2)
| Numero | Anno | Torneo                    | Superficie | Avversario in finale | Punteggio     |
| 1.     | 1988 | Open Sud de France, Lione | Sintetico  | Todd Nelson          | 6–4, 3–6, 6–3 |
| 2.     | 1995 | ATP Bordeaux, Bordeaux    | Cemento    | Jakob Hlasek         | 6–4, 6–4      |